# دير الربان هرمزد
دير الربان هرمزد (بالسريانية: ܕܝܪܐ ܕܪܒܢ ܗܪܡܙܕ)‏ دير أثري يقع بالقرب من بلدة ألقوش شمال العراق على مسافة تبعد حوالي 3 كيلومترات شمال شرق البلدة فوق جبل ألقوش، ويعود تاريخ بنائه إلى سنة 640 م، على يد أميرين فارسيين شهدا أعمال مار هرمزد. يعتبر الدير من أشهر الأديرة في العراق والشرق الأوسط، حيث احتل مكانة مرمق لدى كنيسة المشرق وخاصة في القرنين العاشر والحادي عشر عندما أصبح مركز الكنيسة التي امتدت شرقاً لتشمل الملايين في بلاد فارس وآسيا الوسطى والصين.
كان الدير المقر الرسمي لبطاركة سلالة الإيليون (خط ألقوش) في كنيسة المشرق من عام 1551 إلى القرن الثامن عشر، وبعد الاتحاد مع روما في أوائل القرن التاسع عشر، أصبح الدير ديرًا بارزًا للكنيسة الكلدانية الكاثوليكية.

## تاريخ الدير
كان مار هرمزد ناسكا يتعبد في جبل الألفاف الذي اشتهر بوجود دير مار متي منذ القرن الرابع. وعند وفاته قرر أثنان من الأمراء الفرس بناء دير لتخليد ذكراه، وقد تم هذا سنة 640 في فترة بطريركية مار إيشو ياب الثاني. وقد انزوى إليه عدد كبير من الرهبان حتى أصبح مركزا ثقافيا ودينيا هاما في المنطقة وخاصة في القرن العاشر حيث أخرج العديد من اللاهوتيين واللغويين السريان أمثال يوحنا حلبتايا وإيشو برنون وإپني مارون، وغيرهم. كما يشتهر الدير بوجود رفات بعض أهم بطاركة كنيسة المشرق خلال فترة ازدهارها.
تعرض الدير لنكسة عندما هاجمه تيمور لنك سنة 1393 وقتل جمعا من الرهبان وأجبر آخرين على الفرار. كما هاجمه المملوك التركي مراد بيغ سنة 1508 عندما حاول أهالي ألقوش الاحتماء به. كما تعرضت المدينة لعدة هجمات على يد أمراء أكراد وأتراك خلال القرن السادس عشر أدت إلى تراجع شأن المدينة والدير. أدت هذه الهجمات إلى انتقال بطريرك كنيسة المشرق مار شمعون التاسع إلى تلكيف.
انتقل الدير سنة 1714 إلى الكنيسة الكلدانية الكاثوليكية لفترة وجيزة فأنتج في هذه الفترة العديد من المخطوطات السريانية التاريخية غير أنه عاد مرة أخرى إلى كنيسة المشرق حتى القرن التاسع عشر، وتمركز فيه البطاركة الإيليون (خط ألقوش) لكنيسة المشرق، وبقي الدير تحت سلطة كنيسة المشرق حتى القرن التاسع عشر عندما تحول جميع رهبانه نهائياً إلى الكثلكة، وتوفي إيليا الثاني عشر عام 1884 ودفن في دير الربان هرمزد، وبوفاته انقطع خط ألقوش البطريركي بعد أن تكلثكت جميع البلدات التابعة له.
قام نادر شاه بحصار الدير الذي لجأ إليه أهالي القرى المسيحية المجاورة سنة 1743 وقد قام الرهبان آنذاك بنسخ المئات من المخطوطات القديمة واخفائها مخافة أن يقوم المهاجمون بحرقها أو نهبها. غير أن نادر شاه تمكن من الفتك بجمع غفير من الأهالي داخل الدير.
وفي الفترة الأخيرة أدى العصيان الكردي في الستينات إلى إخلاء الدير حتى سنة 1975.

## شيرا دمار هرمز
يحتفل المسيحيون بمنطقة سهل نينوى بذكرى مار هرمز في ثاني أحد بعد عيد الفصح، وعادة ما يتم الأحتفال الذي يسمى بالسريانية شيرا (ܫܗܪܐ شاهرا وتعني "السهر") بحج للدير وإقامة الصلوات بينما يقوم الشباب برقص الدبكات على أنغام الأغاني التقليدية.